# Ginevra de' Benci
Ginevra de' Benci je malířský portrét z dílny Leonarda da Vinciho. Zobrazuje stejnojmennou florentskou aristokratku, narozenou okolo roku 1458. Dílo je vystaveno v Národní galerii ve Washingtonu. Jde o jediný Leonardův veřejně vystavený obraz na americkém kontinentě. Leonardo namaloval portrét ve Florencii mezi lety 1474 a 1478, patří tedy k jeho raným dílům (Vasari ho datoval do let 1500-1506, ale to dnes většina badatelů odmítá). Stalo se tak buď u příležitosti svatby nebo zásnub zobrazené šlechtičny (to byly v renesanci obvykle jediné chvíle, kdy se šlechtičny nechávaly portrétovat). Vzhledem k pohledu portrétované doprava se sází častěji na zásnuby. V tom případě by dívce na obraze mělo být 16 let. Pozadí obrazu tvořené jalovcem je symbolické - jednak byl jalovec považován za symbol ženské ctnosti a navíc souvisí se jménem Ginevra (italsky se jalovec řekne „ginepro“). Na zadní straně obrazu je nakreslena snítka jalovce obklopená věncem z vavřínu a palmy. Vavřín a palma byly v osobním znaku Bernarda Bemba, benátského velvyslance ve Florencii, jehož platonická láska ke Ginevře je dnes známa a je k vyčtení z řady básní, které Bembo napsal. Infračervené zkoumání navíc odhalilo zamalované Bemboovo motto „Ctnost a čest“ na obraze, takže je pravděpodobné, že Bembo byl nějak zapojen do zakázky na portrét. Je též známo, že Ginevrin bratr Giovanni (1456–1523) byl Leonardovým přítelem. Výzkum dokázal, že v určitém okamžiku byla spodní část obrazu odstraněna, pravděpodobně kvůli poškození. Ginevra tedy na obraze původně patrně měla i paže. To by odpovídalo i principu zlatého řezu, který Leonardo obvykle ctil. Studie k rukám Ginevry se dochovaly. Zatímco slavnější Leonardův portrét Mona Lisa dráždí interprety svým úsměvem, Ginevra naopak „špatnou náladou“ (pro jiné pozorovatele lhostejností), která z její tváře čiší. Tento rys je předmětem řady kunsthistorických a filozofických úvah.